# Jessie Harlan Lincoln

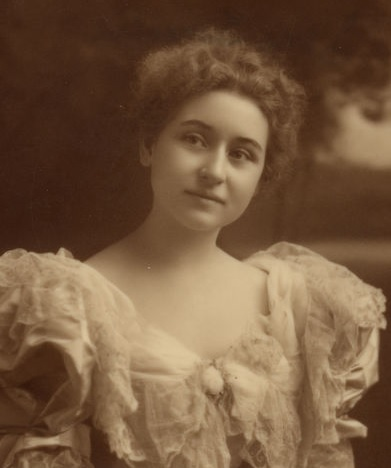
Jessie Harlan Lincoln

Jessie Harlan Lincoln (* 6. November 1875 in Chicago, Illinois, USA; † 4. Januar 1948 in Rutland, Vermont, USA) war die zweite Tochter von Robert Todd Lincoln, die Enkelin von Abraham Lincoln und die Mutter von Mary Lincoln Beckwith und Robert Todd Lincoln Beckwith.

## Frühes Leben

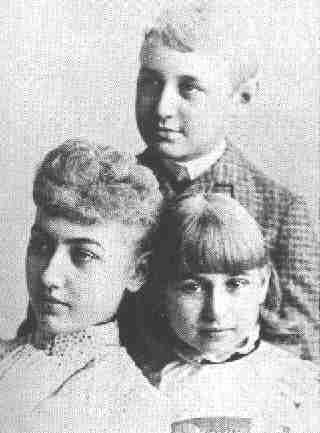
Jessie Harlan Lincoln (rechts) mit ihren Geschwistern Abraham II (oben) und Mary (links)

Jessie Harlan Lincoln wurde am 6. November 1875 in Chicago als Tochter von Mary und Robert Todd Lincoln geboren. Zum Zeitpunkt ihrer Geburt übte Robert Lincoln in Chicago den Anwaltsberuf aus. Sie war das jüngste von drei Kindern von Robert Todd Lincoln.[5] Jessies Geschwister waren:
- Mary „Mamie“ Lincoln (* 15. Oktober 1869; † 21. November 1938)
- Abraham „Jack“ Lincoln II (* 14. August 1873; † 5. März 1890)

Lincoln verbrachte einen Teil ihrer Kindheit in Washington, D.C., als ihr Vater von 1881 bis 1885 Kriegsminister war. Später lebte sie in London, England, als ihr Vater von 1889 bis 1893 als Gesandter in Großbritannien tätig war. Jessies Bruder, Abraham Lincoln II, starb am 5. März 1890 im Alter von 16 Jahren in London, und drei Jahre später kehrte die Familie in die USA zurück, schließlich zum Haus von Mary Eunice Harlans Mutter in Mount Pleasant, Iowa. Jessie und ihre Schwester waren im Sommersemester 1886 Klavierstudentinnen an der Iowa Wesleyan University. Später wurde sie am 31. Dezember 1895 in das Pleasant Chapter A der P.E.O. Sisterhood aufgenommen, einer Organisation, der ihre Schwester Mamie bereits mehr als 11 Jahre zuvor beigetreten war.
1919, als Lincoln mit ihrem zweiten Ehemann verheiratet war, gründete ihr Vater einen Trust für sie und ihre Schwester Mary Lincoln Isham. Für Ishams Trust legte er 375 Aktien von Commonwealth Edison im Wert von etwas mehr als 38.000 US-Dollar (entspricht 594.000 US-Dollar im Jahr 2021) und 1.000 Aktien von National Biscuit im Wert von 85.000 US-Dollar (entspricht 1.329.000 US-Dollar im Jahr 2021) an. Für Jessie hinterlegte er 1.000 Aktien von Commonwealth Edison im Wert von 101.750 US-Dollar (entspricht 1.590.000 US-Dollar im Jahr 2021) und 1.000 Aktien von National Biscuit im Wert von 85.000 US-Dollar (entspricht 1.329.000 US-Dollar im Jahr 2021). Es wurde behauptet, dass Jessie mehr erhielt, weil sie oft unverantwortlich mit ihrem Geld umging. Im Jahr 1920 legte er weitere 1.250 Aktien von Commonwealth Edison im Wert von über 100.000 US-Dollar (entspricht 1.353.000 US-Dollar im Jahr 2021) in Jessies Trustfonds an.

## Privatleben

### Ehen
Am 10. November 1897 heiratete sie Warren Wallace Beckwith um 14:30 Uhr in Milwaukee, Wisconsin. Beckwith war Mitglied des Mt. Pleasant Football Teams und Jessies Vater Robert war entschieden gegen die Beziehung des Paares. Er glaubte, dass ihre Beziehung beendet war, bis ihm und seiner Familie die Nachricht von ihrer heimlichen Hochzeit erreichte. Er eilte in Jessies Zimmer, um es leer vorzufinden und zu erfahren, dass Jessie bereits mehrere Stunden zuvor geheiratet hatte. Im Jahr 1898 brachte sie ihr erstes Kind, Mary Lincoln Beckwith (* 1898; † 1975), in Des Moines County, Iowa zur Welt. Sie blieb in Mount Pleasant, Iowa, und bekam am 19. Juli 1904 ihr zweites und letztes Kind, Robert Todd Lincoln Beckwith (* 1904; † 1985), benannt nach ihrem Vater. Robert Todd Lincoln Beckwith war der letzte unumstrittene Nachkomme von Abraham Lincoln.
Im Jahr 1907 ließ sich Jessie von Warren Beckwith scheiden. Ihre zweite Ehe schloss sie 1915 mit Frank Edward Johnson (* 1873). Sie ließen sich 1925 scheiden.
Im Jahr 1926 heiratete Jessie ihren dritten und letzten Ehemann, Robert John Randolph, einen Elektroingenieur aus der Randolph-Familie aus Virginia. Ihre späteren beiden Ehen brachten keine weiteren Kinder hervor.

### Tod
Von 1946 bis zu ihrem Tod im Jahr 1948 lebte Lincoln auf ihrem Sommergut, Hildene, in Manchester, Vermont. Am 4. Januar 1948 starb Jessie Harlan Lincoln im Alter von 72 Jahren im Rutland Hospital in Rutland, Vermont, demselben Ort, an dem ihre Tochter Mary 27 Jahre später sterben würde. Lincoln wurde auf dem Dellwood Cemetery in Manchester, Vermont, beerdigt.